# Фергана
Фергана (узб. Fargʻona, Фарғона) је главни град Ферганске области у Узбекистану. На основу информација из 2018. године, град има 380.800 становника.

## Историја
Град Фергана је основан 1876. године у походу Руске Империје на Маргилан. Првобитно се звао Нови Маргелан (рус. Новый Маргелан), да би 1907. године променио име у Скобељев у част оснивача града Михаила Скобељева и то на 25-годишњицу његове смрти. Данашњи назив град добија 1924. када су га Бољшевици поново заузели.

## Клима
| Клима Фергане (1981—2010, екстреми 1881—данас) | Клима Фергане (1981—2010, екстреми 1881—данас) | Клима Фергане (1981—2010, екстреми 1881—данас) | Клима Фергане (1981—2010, екстреми 1881—данас) | Клима Фергане (1981—2010, екстреми 1881—данас) | Клима Фергане (1981—2010, екстреми 1881—данас) | Клима Фергане (1981—2010, екстреми 1881—данас) | Клима Фергане (1981—2010, екстреми 1881—данас) | Клима Фергане (1981—2010, екстреми 1881—данас) | Клима Фергане (1981—2010, екстреми 1881—данас) | Клима Фергане (1981—2010, екстреми 1881—данас) | Клима Фергане (1981—2010, екстреми 1881—данас) | Клима Фергане (1981—2010, екстреми 1881—данас) | Клима Фергане (1981—2010, екстреми 1881—данас) |
| Показатељ \ Месец                              | .Јан.                                          | .Феб.                                          | .Мар.                                          | .Апр.                                          | .Мај.                                          | .Јун.                                          | .Јул.                                          | .Авг.                                          | .Сеп.                                          | .Окт.                                          | .Нов.                                          | .Дец.                                          | .Год.                                          |
| ---------------------------------------------- | ---------------------------------------------- | ---------------------------------------------- | ---------------------------------------------- | ---------------------------------------------- | ---------------------------------------------- | ---------------------------------------------- | ---------------------------------------------- | ---------------------------------------------- | ---------------------------------------------- | ---------------------------------------------- | ---------------------------------------------- | ---------------------------------------------- | ---------------------------------------------- |
| Апсолутни максимум, °C (°F)                    | 16,3 (61,3)                                    | 23,1 (73,6)                                    | 29,0 (84,2)                                    | 34,4 (93,9)                                    | 39,2 (102,6)                                   | 41,3 (106,3)                                   | 42,2 (108)                                     | 41,4 (106,5)                                   | 37,1 (98,8)                                    | 32,6 (90,7)                                    | 29,0 (84,2)                                    | 17,6 (63,7)                                    | 42,2 (108)                                     |
| Максимум, °C (°F)                              | 4,6 (40,3)                                     | 7,6 (45,7)                                     | 14,7 (58,5)                                    | 22,3 (72,1)                                    | 27,6 (81,7)                                    | 33,1 (91,6)                                    | 34,7 (94,5)                                    | 33,6 (92,5)                                    | 28,8 (83,8)                                    | 21,2 (70,2)                                    | 13,4 (56,1)                                    | 6,2 (43,2)                                     | 20,7 (69,3)                                    |
| Просек, °C (°F)                                | 0,3 (32,5)                                     | 2,9 (37,2)                                     | 9,3 (48,7)                                     | 16,0 (60,8)                                    | 20,9 (69,6)                                    | 25,7 (78,3)                                    | 27,4 (81,3)                                    | 25,8 (78,4)                                    | 20,7 (69,3)                                    | 13,8 (56,8)                                    | 7,4 (45,3)                                     | 1,7 (35,1)                                     | 14,3 (57,7)                                    |
| Минимум, °C (°F)                               | −2,8 (27)                                      | −0,6 (30,9)                                    | 4,9 (40,8)                                     | 10,5 (50,9)                                    | 14,6 (58,3)                                    | 18,5 (65,3)                                    | 20,3 (68,5)                                    | 18,7 (65,7)                                    | 13,7 (56,7)                                    | 8,0 (46,4)                                     | 3,2 (37,8)                                     | −1,2 (29,8)                                    | 8,98 (48,17)                                   |
| Апсолутни минимум, °C (°F)                     | −25,8 (−14,4)                                  | −25,5 (−13,9)                                  | −17,9 (−0,2)                                   | −4,8 (23,4)                                    | 1,2 (34,2)                                     | 7,4 (45,3)                                     | 10,1 (50,2)                                    | 7,8 (46)                                       | 0,5 (32,9)                                     | −7,4 (18,7)                                    | −22,8 (−9)                                     | −27,0 (−16,6)                                  | −27,0 (−16,6)                                  |
| Количина падавина, mm (in)                     | 18,3 (0,72)                                    | 20,7 (0,815)                                   | 25,4 (1)                                       | 22,8 (0,898)                                   | 21,7 (0,854)                                   | 11,1 (0,437)                                   | 5,3 (0,209)                                    | 3,1 (0,122)                                    | 6,0 (0,236)                                    | 16,7 (0,657)                                   | 18,0 (0,709)                                   | 24,2 (0,953)                                   | 193,3 (7,61)                                   |
| Дани са падавинама                             | 9                                              | 10                                             | 10                                             | 11                                             | 13                                             | 10                                             | 8                                              | 5                                              | 4                                              | 6                                              | 7                                              | 9                                              | 102                                            |
| Дани са кишом                                  | 4                                              | 7                                              | 10                                             | 10                                             | 13                                             | 10                                             | 8                                              | 5                                              | 4                                              | 6                                              | 7                                              | 6                                              | 90                                             |
| Дани са снегом                                 | 7                                              | 5                                              | 1                                              | 0,1                                            | 0                                              | 0                                              | 0                                              | 0                                              | 0                                              | 0,3                                            | 1                                              | 5                                              | 19                                             |
| Релативна влажност, %                          | 81                                             | 76                                             | 67                                             | 61                                             | 56                                             | 48                                             | 48                                             | 52                                             | 56                                             | 66                                             | 74                                             | 82                                             | 64                                             |
| Сунчани сати — месечни просек                  | 106                                            | 109                                            | 153                                            | 205                                            | 276                                            | 337                                            | 362                                            | 345                                            | 292                                            | 218                                            | 150                                            | 95                                             | 2.648                                          |
| Извор #1:                                      |                                                |                                                |                                                |                                                |                                                |                                                |                                                |                                                |                                                |                                                |                                                |                                                |                                                |
| Извор #2: Pogoda.ru.net NOAA                   |                                                |                                                |                                                |                                                |                                                |                                                |                                                |                                                |                                                |                                                |                                                |                                                |                                                |

## Партнерски градови
- Јонгин
- Новоросијск
- Иваново